# Faustball-Europameisterschaft der Frauen 1993
Die 1. Faustball-Europameisterschaft der Frauen fand am 2. und 3. Oktober 1993 in St. Florian (Österreich) statt. Österreich war somit der erste Ausrichter einer Faustball-Europameisterschaft der Frauen.

## Platzierungen
| Rang | Land        |
| ---- | ----------- |
| 1.   | Deutschland |
| 2.   | Österreich  |
| 3.   | Schweiz     |
| 4.   | Tschechien  |